# Liga Territorial Femenina de La Rioja
La Liga Territorial de La Rioja constituye el quinto y último nivel de competición de la Liga Española de Fútbol femenino en La Rioja. 

## Historia
La Liga Territorial de La Rioja comenzó a jugarse en la temporada 2008-09. La liga comenzó a consolidarse en la década de 2010, con equipos como el Club Deportivo Pradejón y el C. D. Atlético Revellín participando activamente. 
En 2014, el Club Deportivo Pradejón incorporó una sección femenina, y en 2017, el equipo ascendió a la Segunda División tras ganar la Liga Territorial. Sin embargo, debido a una reestructuración de las ligas, descendieron en 2019 y luego ascendieron nuevamente en 2021, aunque en 2025 sufrieron otro descenso.
Por su parte, el C. D. Atlético Revellín, fundado en 2006, ha sido otro de los clubes pioneros en La Rioja en tener equipos femeninos. En 2024, se unió con el C. D. Varea y el Valvanera C. D. para formar "Futfem Rioja", una iniciativa destinada a fortalecer el fútbol femenino en Logroño.

## Sistema de competición
La Liga Territorial de La Rioja siempre ha constado de un único grupo de entre 6 y 11 equipos.
Se enfrentan en cada grupo todos contra todos en dos ocasiones -una en campo propio y otra en campo contrario-. El orden de los encuentros es decidido por sorteo antes de empezar la competición.
El ganador de un partido obtiene tres puntos, el perdedor cero puntos, y en caso de empate hay un punto para cada equipo.
Al término del campeonato, el equipo que ocupa la primera posición tiene la oportunidad de ascender a Tercera Federación.

### Campeones y ascensos
| Temporada |                            | Ascenso                 | Ascenso                 | Ascenso                                |
| Temporada | Campeón                    | Ascenso directo         | Ascenso por Playoff     | Ascenso por vacantes en 1.ª Nacional   |
| --------- | -------------------------- | ----------------------- | ----------------------- | -------------------------------------- |
| 2008-09   | Valvanera C. D.            | Valvanera C. D.         |                         |                                        |
| 2009-10   | C. A. Vianés               |                         | C. A. Vianés            |                                        |
| Temporada | Campeón                    | Ascenso directo         | Ascenso por Playoff     | Ascenso por vacantes en 2.ª División   |
| 2010-11   | C. D. Atlético Revellín    |                         | C. D. Atlético Revellín |                                        |
| 2011-12   | C. D. E. F. Logroño        |                         | C. D. E. F. Logroño     |                                        |
| 2012-13   | C. D. Atlético Revellín    |                         |                         |                                        |
| 2013-14   | C. D. Atlético Revellín    |                         |                         |                                        |
| 2014-15   | C. D. E. F. Logroño "B"    |                         |                         |                                        |
| 2015-16   | C. Recreativo Villamediana |                         |                         |                                        |
| 2016-17   | C. D. Pradejón             | C. D. Pradejón          |                         |                                        |
| 2017-18   | C. D. Atlético Revellín    | C. D. Atlético Revellín |                         |                                        |
| Temporada | Campeón                    | Ascenso directo         | Ascenso por Playoff     | Ascenso por vacantes en 1.ª Nacional   |
| 2018-19   | C. D. E. F. Logroño "B"    | C. D. E. F. Logroño "B" |                         |                                        |
| 2019-20   | U. D. Logroñés             | U. D. Logroñés          |                         |                                        |
| 2020-21   | Laurus Féminas C. F.       | Laurus Féminas C. F.    |                         |                                        |
| 2021-22   | U. D. Logroñés             | U. D. Logroñés          | C. D. Pradejón "B"      |                                        |
| Temporada | Campeón                    | Ascenso directo         | Ascenso por Playoff     | Ascenso por vacantes en 3.ª Federación |
| 2022-23   | S. D. Oyonesa              |                         |                         |                                        |
| 2023-24   | S. D. Oyonesa              | S. D. Oyonesa           |                         |                                        |
| 2024-25   | C. D. Pradejón "B"         |                         |                         |                                        |

### Palmarés
Nota: indicados en negrita los clubes que continúan en activo así como las temporadas en las que también consiguió el ascenso a Tercera División.
| Club                       | Títulos | Años                               |
| -------------------------- | ------- | ---------------------------------- |
| C. D. Atlético Revellín    | 4       | 2010-11, 2012-13, 2013-14, 2017-18 |
| C. D. E. F. Logroño "B"    | 2       | 2014-15, 2018-19                   |
| U. D. Logroñés             | 2       | 2019-20, 2021-22                   |
| S. D. Oyonesa              | 2       | 2022-23, 2023-24                   |
| Valvanera C. D.            | 1       | 2008-09                            |
| C. A. Vianés               | 1       | 2009-10                            |
| C. D. E. F. Logroño        | 1       | 2011-12                            |
| C. Recreativo Villamediana | 1       | 2015-16                            |
| C. D. Pradejón             | 1       | 2016-17                            |
| Laurus Féminas C. F.       | 1       | 2020-21                            |
| C. D. Pradejón "B"         | 1       | 2024-25                            |